# Rafael Spregelburd
Rafael Spregelburd, né à Buenos Aires le 3 avril 1970, est un dramaturge, metteur en scène, traducteur et acteur argentin.

## Biographie
Après avoir d'abord commencé une carrière d'acteur, Rafael Spregelburd s'est surtout  consacré à la dramaturgie. Parmi ses professeurs  figurent Mauricio Kartun et Ricardo Bartis. Commencée en 1996 son Heptalogie de Hieronymus Bosch est une série de sept pièces indépendantes inspirées par le tableau des Sept péchés capitaux de Jérôme Bosch. 
Rafael Spregelburd a aussi traduit, adapté et mis en scène en Argentine des pièces étrangères.
En 2017, il interprète le capitaine Parrilla pour Lucrecia Martel dans le film Zama, d'après le roman d'Antonio Di Benedetto.

## Prix et récompenses
Rafael Spregelburd a reçu plusieurs prix argentins et internationaux dont le prix espagnol de dramaturgie Tirso de Molina en 2003. 

## Œuvres

### Œuvres en langue originale
- Acassuso
- Apátrida
- Bizarra
- Bloqueo
- Buenos Aires
- Canciones alegres de niños de la patria
- Cucha de almas
- Destino de dos cosas o de tres
- El pánico
- Envidia
- Fractal
- La Escala Humana
- Heptalogía de Hieronymus Bosch
  - La estupidez
  - La extravagancia
  - La inapetencia
  - La modestia
  - La paranoia
  - La terquedad
  - La tiniebla
- Lúcido
- Remanente de invierno
- Un momento argentino
- Satánica
- Todo

### Traductions françaises
- L’Entêtement, traduction française Marcial Di Fonzo Bo et Guillermo Pisani,L'Arche éditeur, 2011.
- La Paranoia, traduction française Marcial Di Fonzo Bo et Guillermo Pisani, L'Arche éditeur, 2010
- Lucide, traduction française Marcial Di Fonzo Bo et Guillermo Pisani, L'Arche éditeur,  (ISBN 978-2-85181-767-9), 2012

## Filmographie
- 2017 : Zama
- 2022 : Trenque Lauquen